# David Stirling

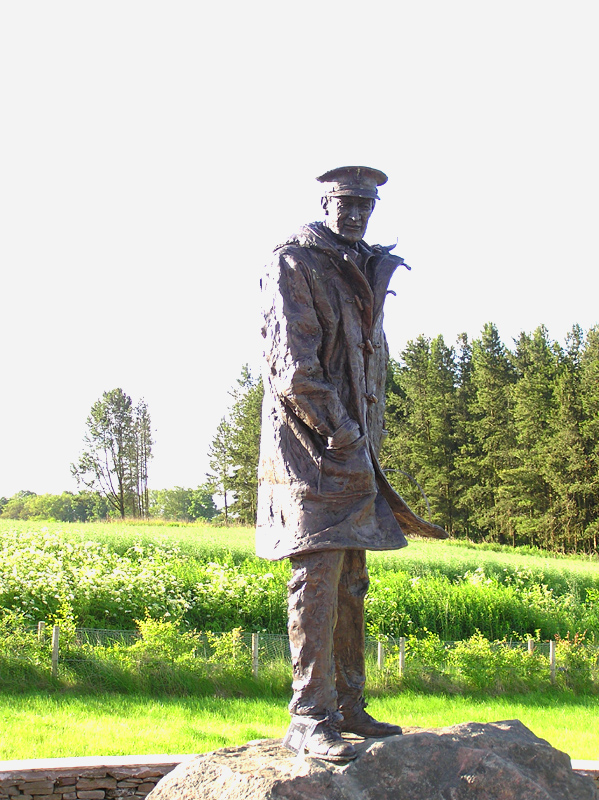
David Stirling szobra a skóciai Doune közelében

David Stirling (Lecropt, Egyesült Királyság 1915. november 15. – 1990. november 4.) skót katonatiszt, a brit hadsereg SAS (Special Air Service, magyarul: Különleges Légi Szolgálat) nevű brit különleges egységének létrehozója.

## Élete
Ifjúkorában meglehetősen nyugtalan volt, építészetet tanult Cambridge-ben, és nagyon szerette a szabadtéri elfoglaltságokat, különösen a hegymászást. Egy kicsit belekóstolt a művészéletbe is. 1939-ben, a háború kitörésekor éppen a Sziklás-hegységben frissítette fel hegymászó tudását, mert a Mount Everestet akarta megmászni. Háborús szolgálatát a Skót Gárdánál kezdte el, majd 1940 júniusában jelentkezett a 8. kommandóba.
A 7., a 8., és a 11. kommandót egy különleges víziosztag (SBS-Special Boat Service) elnevezésű kisebb egységgel együtt még abban az évben egy dandárban egyesítették Laycock alezredes parancsnoksága alatt. A Layforce néven ismertté vált dandárt eredetileg part menti rajtaütésekben és zavaró műveletetekben kellett volna bevetni, de megfelelő számú vízi jármű hiányában nem működtek elég hatékonyan. Stirling mindenesetre rávette Laycockot engedje meg, hogy ejtőernyővel gyakorlatozzon, ugyanis az ejtőernyős ugrás mint a szállítás egyik lehetséges alternatívája izgatta, de egy szerencsétlen földet érés során megsérült a gerince és közel két hónapra kórházba került. Miközben a kórházban feküdt, Stirling tovább bővítette fejében a légiszállítású és kommandós vállalkozásokra vonatkozó elképzeléseit. Stirling ötletének lényege az volt, hogy a mélyen az ellenséges vonalak mögött ledobott kisebb egységek méretükhöz képest jelentős károkat tudnak okozni a könnyebb célpontokban. Arra a következtetésre jutott, hogy a legjobb megoldás az lenne, ha a támadásban részt vevő egységet ejtőernyőn ledobnák, majd a támadás után szárazföldi járművekkel odaszállított másik egység elszállítaná őket.
Miután Stirlinget 1941 júliusában kiengedték a kórházból, tervével fel akarta keresni Sir Claude Auchinleck tábornokot, a britek közel-keleti főparancsnokát, de nem engedték be hozzá. Végül sikerült eljutnia Neil Ritchie vezérőrnagyhoz - a vezérkari főnökhöz - akinek megtetszettek Stirling tervei és eljuttatta azokat Auchinleck tábornokhoz. Röviddel később Stirlinget előléptették századossá és parancsot kapott egy 60 főből és 6 tisztből álló új egység létrehozására. Az egységet SAS dandár "L" különítményeként nevezték el.
Stirling néhány hét alatt össze is szedte ezt az állományt. A kiképzés a Szuezi-csatorna térségében, Kabrit (ma Kibrit Légi Bázis) mellett zajlott. 1941 novemberére az egység készen állt. Az első bevetésüket november 16-án hajtották végre, mikor meg akarták támadni a tengelyhatalmak öt repülőterét. Azon az éjszakán azonban a térségben három évtizede nem látott vihar tombolt és a különítményt szállító gépek mind eltértek a tervezett útvonaluktól - ennek ellenére az ejtőernyősöket ledobták. Egyik egység sem találta meg a kiszemelt repülőtereket, ezért mindannyian megpróbáltak eljutni az LRDG-vel (Long Range Desert Group-Hosszú távú sivatagi csoport) megbeszélt találkozási pontokra. Azonban a 62 emberből mindössze 22 találta meg ezeket, a többiek mind odavesztek.
Az első bevetés tehát kudarccal végződött, de Stirling nem adta fel. A továbbiakban eldöntötte, hogy a beszivárgást is szárazföldi úton kell végrehajtani és a célpontot gyalogszerrel kell megközelíteni. Ez a módszer nagyobb sikerrel kecsegtetett. Így az elkövetkező bevetéseket ezzel a módszerrel hajtották végre, és néhány hét alatt a tengelyhatalmak több mint száz repülőgépét tudták megsemmisíteni, ami nagyobb eredmény volt, mint amit a Brit Királyi Légierő (RAF) hosszú hónapok alatt fel tudott mutatni. Stirlinget ezek után őrnaggyá léptették elő és új rangjának valamint kapcsolatainak köszönhetően el tudta érni, hogy az SAS jobb és nagyobb mennyiségű felszerelést kapjon, de még arra is lehetőséget kapott, hogy kibővítse az egységet.
Az SAS igen nagy mértékben rontotta a német Német Afrika-hadtest csapatainak a morálját, olyannyira, hogy külön egységet hoztak létre az elfogásukra. Ezek a vadászegységek általában kevés sikert értek el, de 1943 januárjában sikerült magát Stirlinget elfogniuk, aki egészen addig részt vett az SAS akcióiban.
Stirling ezek után többször kisérelt megszökni, amiért Colditz várába került. Végül csak a háború végén, 1945-ben szabadult. A háború után leszerelt a hadseregtől. Halálának évében lovaggá ütötték. 1990. november 4-én hunyt el.